# Дания
Кралство Дания е скандинавска страна, намираща се в Северна Европа. Граничи по вода с Балтийско и Северно море. Състои се от полуостров Ютланд и много островчета; датски отвъдморски територии са Гренландия и Фарьорските острови. Дания се намира на север от Германия и Полша, на югозапад от Швеция и на юг от Норвегия. Площта ѝ е 42 954 km² (без отвъдморските територии).

## История
- ок. 12500 пр.н.е. – имиграция на първите племена към Ютландия
- 3900 пр.н.е. – развитие на животновъдството и растениевъдството
- 1000 пр.н.е. – развитие на търговията (бронзова епоха)
- 0 – Желязна епоха
- ок. 450 – преселване на англи и юти към Британските острови
- ок. 800 – установяване на феодализма, начало на викингските експедиции, обединяване на датските племена под предводителството на рода Скьолдунг
- 826 – първа християнска мисия в Дания
- 866 – 867 – завоюване на град Йорк и Североизточна Англия
- 950 – умира първият датски крал – Хорм I Стари
- ок. 962 – установяване на християнството
- 965 – 985 – крал Харалд I Синезъби включва в територията на кралството полуостров Ютланд, Датския архипелаг и Сконе (Южна Скандинавия)
- 1015 – 1034 – Англия и Норвегия под датско владичество
- 1086 – Голямо въстание срещу датската власт в Норвегия; то е неуспешно, но крал Кнуд IV Свети е убит
- 1157 – 1182 – крал Валдемар I Велики довежда до нов разцвет на Дания. Военна експанзия. Първи „Златен век“ на Дания
- 1180 – 1181 – антифеодално въстание в Сконе (неуспешно)
- 1182 – 1202 – крал Кнуд V
- 1202 – 1241 – крал Валдемар II
- 1219 – завоюване на Северна Естония
- 1227 – поражение в битката при Борнхьовед. Загуба на Северна Естония.
- 1282 – феодалите принуждават крал Ерик V да подпише харта за намаляване на кралските правомощия. Начало на гражданска война между олигарси-феодали и кралски лоялисти.
- 1320 – поражение за лоялистите, ликвидация на кралската власт
- 1321 – разпадане на Дания на 17 княжества
- 1340 – 1375 – крал Валдемар IV Аттертаг възстановява монархията.
- 1397 – основаване на Калмарската уния. Норвегия, Швеция, Финландия, Фарьорските острови, Гренландия и Исландия са под властта на датската корона.
- 1448 – 1481 – крал Кристиан I
- 1460 – крал Кристиан I е избран за херцог на Шлезвиг и граф на Холщайн, при което тези територии влизат в състава на Дания.
- 1479 – откриване на Копенхагенския университет
- 1523 – Швеция излиза от унията и е обявена за независимо кралство
- 1660 – 1661 – установяване на абсолютизма
- 1666 – основаването на датски колонии на Карибите
- 1807 – битката при Копенхаген (Обединеното кралство срещу Кралство Дания)
- 1814 – Норвегия излиза от унията и е обявена за независимо кралство
- 1848 – край на абсолютизма
- 1849 – първата датска конституция
- 1864 – поражение в Датско-немската война, което води до загубата на Шлезвиг и Холщайн
- 1914 – 1918 – Неутралитет по време на Първата световна война
- 1915 – права на жените
- 1920 – в Шлезвиг успешно се провежда референдум за връщането му в територията на Дания
- 1940 – 1945 – нацистка окупация
- 1945 – основаване и членство в ООН
- 1949 – членство в НАТО
- 1973 – членство в ЕС
- 2002 – Копенхаген е избран за столица на културата за 17-и пореден път
- 2009 – датски войски разбиват талибаните в Афганистан и проправят път за инспектори на ООН
- 2012 – отбелязва се 40-ата годишнина на Нейно Величество Маргрете II като кралица на Дания, Гренландия и Фарьорските острови

## География

### Географско положение, граници, големина, брегова линия
Дания е разположена в северната част на Средноевропейската равнина като заема полуостров Ютланд (29 766 km²) и 474 острова, от които 97 са населени. Най-големите острови са Шеланд (7031 km²), Фюн (2976 km²), Лолан (1243 km²), Борнхолм (588 km²). На север протока Скагерак я отделя от Норвегия, а на изток протока Категат – от Швеция. Единствената сухоземна граница на страната е на югозапад с Германия и е с дължина 68 km. На запад се мие от водите на Северно, а на изток – от водите на Балтийско море. В тези си граници площта на страната възлиза на 42 925 km². Общата дължина на бреговата линия е 7314 km. Бреговете на запад и северозапад са праволинейни, ниски, с пясъчни дюни, отделящи лагуните Ринкьобингфиорд, Нисумфиорд и др. от Северно море, с което са съединени само с тесни протоци. На югозапад бреговата ивица е изпъстрена с марши и вати. Източните (балтийски) брегове са силно разчленени от коси и други акумулативни форми на релефа.
Територията на Дания, се простира между 54°34′ и 57°45′ с.ш. и между 8°04′ и 15°09′ и.д. Крайните точки на страната са следните:
- крайна северна точка – (57°45′08″ с. ш. 10°37′26″ и. д. / 57.752222° с. ш. 10.623889° и. д.), нос Скаген, на северния бряг на полуостров Ютланд.
- крайна южна точка – (54°33′33″ с. ш. 11°58′10″ и. д. / 54.559167° с. ш. 11.969444° и. д.), нос Гесер Оде, на южния бряг на остров Фалстер, на брега на Балтийско море.
- крайна западна точка – (55°33′37″ с. ш. 8°04′21″ и. д. / 55.560278° с. ш. 8.0725° и. д.), нос Блованс Хук, на брега на Северно море.
- крайна източна точка – (55°05′30″ с. ш. 15°09′23″ и. д. / 55.091667° с. ш. 15.156389° и. д.), на източния бряг на остров Борнхолм, на брега на Балтийско море.

### Релеф, геоложки строеж
Равнинният релеф на страната е обусловен от положението ѝ в пределите на тектонска платформа, изградена от къснокредни и по-млади наслаги, с изключение на скалистия остров Борнхолм, разположен в периферията на Балтийския щит. Добре са се съхранили следи от заледявания, покриващи територията на Дания през плейстоцена. На запад в Ютланд са разпространени пясъчни, зандрови и моренни равнини, а на север и изток релефът е хълмист с ниски ридове съставляващи крайните ледникови морени с максимална височина връх Юдинг Сковей 173 m и многочислени езера. В най-северните части са разпространени стъпаловидни морски равнини.

### Климат, води
Климатът на Дания е умерен, морски с мека неустойчива зима, прохладно лято и разтегнати преходни сезони. Средната февруарска температура е 0°С, а средната юлска – 15 – 16°С. На запад годишната сума на валежите е 750 – 800 mm, а на изток – 600 mm, като 90% от тях са във вид на дъжд. Максимумът на валежите е през есента, а минимума през пролетта и началото на лятото. Често явление са гъстите мъгли.
| температура | яну | фев | мар | апр | май | юни | юли | авг | сеп | окт | ное | дек |
| ----------- | --- | --- | --- | --- | --- | --- | --- | --- | --- | --- | --- | --- |
| минимална   | –1  | –2  | 0   | 3   | 7   | 11  | 13  | 13  | 10  | 7   | 3   | 0   |
| максимална  | 2   | 3   | 6   | 11  | 16  | 19  | 21  | 21  | 17  | 12  | 7   | 4   |

В страната преобладават малките реки с дъждовно подхранване, като най-големи са Гудено (176 km), Сторо (104 km) и Вардео (100 km). Те са с ясно изразено зимното пълноводие и лятно маловодие. Има множество проточни езера, предимно с ледников произход, като най-голямо е Аресьо (41 km²), разположено на остров Шеланд. В страната има доста блата, които интензивно се осушават.

### Почви, растителност, животински свят
Почвите на запад са предимно подзолисти, а на изток – кафяви горски, силно окултурени. По ниските морски крайбрежия са развити ливадно-алувиални почви. Естествената растителност на Дания е силно изменена от човешката дейност. Горите заемат около 12% от нейната площ. На запад все още има остатъци от тревиста пустош и малки дъбови гори. Тук интензивно се провеждат залесителни мероприятия, като се засаждат предимно бор и смърч. На изток има окултурени букови и дъбови гори. Големи части от страната са заети от селскостопански масиви. В малките датски гори се срещат сърна, благороден и петнист елен, кошута, белка, фазан. Селскостопанските масиви се обитават от зайци, различни видове птици и гризачи. По крайбрежията има богата птича фауна.

### Природни райони
В зависимост от геоложкия строеж, релефа, климата, почвите и растителността територията на Дания се поделя на 4 природни района.
- Западноютландски район – по време на плейстоценското заледяване районът не е засегнат. Има значително по-влажен климат в сравнение с другите райони и значителни части са обхванати от тревисти пустоши. Крайбрежните марши са покрити с пищни пасища.
- Източнодатски район (Източен Ютланд и Датския архипелаг) – той е силно разчленен от морски протоци и канали и най-сериозно усвоен. Има множество малки езера, съединен с канали и реки. По ниските хълмисти райони са развити силно окултурени дъбово-букови гори.
- Северодатски район (Северен Ютланд и остров Венсюсел) – отличава се с разпространение на стъпаловидни морски равнини и малки масиви от дъбови гори.
- Остров Борнхолм – широко разпространение имат кристалните формации на Балтийския щит, оголени в централните и северни части на острова. По югоизточното и западното крайбрежия има естествени дюни. На острова се срещат малки горички от лиственица, бук, смърч и бор.[3]

## Население
Населението е 5 840 045 души (2020), от тях 95,5% са датчани. Средната гъстота е 130 души/km². Официалният език е датски. Религия: християнство. Официалната и държавна църква на Дания е Евангелската лутеранска църква.

## Държавно устройство
Дания е конституционна монархия, в която министър-председателят е глава на правителството, с многопартийна система.
Върховният орган на законодателната власт в Дания е еднокамарен парламент (Folketing), избиран за срок от 4 години от гражданите на страната, навършили 18-годишна възраст. От 1953 година еднокамарният парламент се състои от 179 души (135 – избрани чрез пропорционална система, основаваща се на всеобщо гласуване в 23 избирателни района; 40 допълнителни изборни места се разпределят между партиите-участници в изборите по списъци в съотношение с общия брой на гласовете в изборите, и по едно място е избирано от Фарьорски острови и от Гренландия.
Изпълнителната власт принадлежи на правителството на Дания начело с министър-председател; монархът назначава министър-председателя въз основа на препоръка от лидерите на парламентарните партии.
Съдебната власт се състои от Върховен съд на Дания, има още 2 съда на втора инстанция (за Ютландия и за островите), както и по-ниски съдилища. Властта на монарха е изпълнителна и той я дели с министър-председателя.

### Международна политика
Член на ООН, Европейския съюз, НАТО, Северно отбранително сътрудничество.

## Административно деление
| Страна/Регион             | Население | Площ (km²) | Гъстота (д/km²) |
| Дания                     | 5 484 723 | 42 954     | 127             |
| Фарьорски острови (Дания) | 47 017    | 1399       | 34              |
| Гренландия (Дания)        | 56 916    | 2 175 600  | 0,026           |

До 1 януари 2007 г. територията на Дания е разделена на 13 административни единици наречени амти, и една столична област. След извършена реформа от 2007 г. амтите са преструктурирани в 5 големи административни региона както следва:
- Столичен регион
- Зеландия
- Северна Ютландия
- Централна Ютландия
- Южна Дания

Всяка от областите на свой ред се състои от общини, или комуни (на датски: Kommune). Има и два автономни региона – Гренландия и Фарьорските острови. Двата автономни региона имат по-широко самоуправление и са представени с по две места в датския парламент.

## Стопанство
Дания е високо развита индустриално-аграрна страна. В промишлеността преобладават малки и средни предприятия. Водещи отрасли са металообработване, машиностроене, хранително-вкусова, химическа, текстилна промишленост. Добива се нефт (9 млн. т годишно) и газ (5 млрд. km³). Селско стопанство е високо продуктивно, механизирано. Обемът на земеделската продукция и животновъдството надвишава три пъти потребностите на населението на Дания. В отрасъла са заети 6% от трудоспособното население.
Паричната единица на Дания е кроната, която фактически е вързана към еврото. Едно евро се обменя за 7,45 датски крони, а един щатски долар се обменя за 4,7 крони приблизително. Дания отказва да смени паричната си единица след влизането си в ЕС след референдум, в който едва 0,9% гласуват ЗА смяна на паричната единица.
Дания е и дом на много мултинационални компании като A. P. Moller-Maersk Group (международно корабоплаване), Lego (детски играчки), Bang & Olufsen (hi-fi оборудване), Carlsberg (бира), Vestas (вятърни турбини), Novozymes (ензимни биотехнологии) и фармацевтични компании – Lundbeck и Novo Nordisk.

## Култура
От епохата на викингите са останали няколко известни паметници – крепостите Трелебор (на датски: Trelleborg), Агерсбор (на датски: Aggersborg) и Фюркат (на датски: Fyrkat) и Линхолм Хойе (на датски: Lindholm Høje). През 10 век са построени дървени, а през 11 век – каменни базилики. Най-известните катедрали във Вибор и в Рибе, църквата в Калунбор и замъците Себор и Вординбор са построени в романски стил, а катедралите в Роскиле и Оденсе в – готически стил. Замъците Фредериксборг в близост до град Хилерьод и Кронбор в Хелсингьор (Елсинор), са ползвани за прототипи на действието на пиесата Хамлет от Шекспир. Едни от най-красивите сгради се строят по време на управлението на крал Кристиан IV (1588 – 1648). Това са здания в стил барок, а построените малко по-късно са в стил рококо. Кралят се е възхищавал и опитвал да подражава на архитектурата в Амстердам.
Световноизвестната статуя на русалката от персонажа на добре познатата приказка от Андерсен е символ на страната, подобно на Айфеловата кула в Париж.
През 2015 г. Дания е на трето място по свобода на пресата в света по класация на „Репортери без граници“ (+4 места спрямо предходната година).

## Транспорт
Дания е стратегически транспортен център. През 2000 г. е отворен мостът Йо̀ресун, свързващ Копенхаген и шведския град Малмьо, благодарение на който между Скандинавия и Централна Европа функционират пътни и железопътни връзки. Дания е свързана с Германия, Швеция и Норвегия чрез редовни фериботни линии.

## Други
- Комуникации в Дания
- Транспорт в Дания
- Въоръжени сили на Дания
- Външна политика на Дания